# Farnace (Vivaldi)
Farnace ist eine Opera seria (Originalbezeichnung: „dramma per musica“, RV 711) von Antonio Vivaldi nach einem Libretto von Antonio Maria Lucchini. Die Uraufführung fand am 10. Februar 1727 im Teatro Sant’Angelo in Venedig statt. In den folgenden Jahren erstellte Vivaldi sechs weitere Fassungen. Nur die beiden Versionen von 1731 und 1738 sind als (unvollständige) Partitur erhalten.

## Handlung
Die Handlung spielt in Herakleia Pontike, der Hauptstadt der Könige von Pontos.

### „Argomento“
“Farnace fu uno de’ Figlioli di Mitridate Re di Ponto, e successe come maggiore d’ età ne’ Regni paterni dapoiche l’armi Romane obbligorno quel Principe già sconfitto ad uccidersi con la propria sua Spada. Insidiò Mitridate, vivendo, a Berenice Regina di Cappadocia per l’avidità d’occupar anche quel Dominio, e con l’occasione, che questa Regina rimase Vedova d’ Ariarate suo Sposo, non solamente le fece uccidere un figlio, che di questo avea avuto, ma le impedì, e frastornò le seconde nozze con Mitridate Re della Bitinia di lei invaghito. In tale stato di cose asprirando Farnace all’unica Figlia di Berenice per l’ odio implacabile, ch’ essa Regina portava a Mitridate, la rapì, e la sposò ad onta della Madre, la quale in vedetta di tali affronti, e violenze s’unì con l’Armi Romane contro Farnace, e contro la Figlia medesima, che a maritarsi con esso avea consentito, e ne procurò con ogni suo sforzo la totale rovina.”

„Farnace war einer der Söhne von Mitridate, dem König von Pontos, und folgte diesem als ältester auf den väterlichen Thron, nachdem die römischen Truppen diesen bereits besiegten Fürsten dazu gezwungen hatten, sich mit seinem eigenen Schwert zu töten. Mitridate bedrohte noch zu Lebzeiten Berenice, die Königin von Kappadokien, wegen seiner Gier, auch dieses Reich zu besetzen, und nutzte die Gelegenheit, als diese Königin die Witwe ihres Gatten Ariarate wurde, indem er nicht nur einen Sohn töten ließ, den sie von diesem hatte, sondern auch eine zweite Hochzeit mit Mitridate, dem König von Bithynien, der sie liebte, verhinderte. In dieser Situation begehrte Farnace die einzige Tochter Berenices, die er aufgrund des unversöhnlichen Hasses, den diese Königin gegen Mitridate hegte, entführte und gegen den Willen der Mutter heiratete. Diese verbündete sich angesichts dieser Beleidigungen und Gewalttaten mit den römischen Truppen gegen Farnace und gegen die eigene Tochter, die der Ehe mit ihm zugestimmt hatte, um mit all ihrer Macht seinen vollständigen Untergang zu bewirken.“

### Kurzfassung
Erster Akt. Der von den römischen Truppen geschlagene pontische König Farnace befiehlt seiner Frau Tamiri, sich selbst und den gemeinsamen Sohn zu töten, sofern sein letzter Versuch, das Schicksal zu wenden, scheitern sollte. Tamiris Mutter Berenice hat sich aus Hass gegen Farnace mit den von Pompeo geführten Römern verbündet. Sie erobern gemeinsam die Hauptstadt Herakleia und schlagen Farnaces Truppen zurück. Dabei fällt dessen Schwester Selinda in die Hände der Feinde. Dieser gelingt es, sowohl Berenices Hauptmann Gilade als auch den römischen Präfekten Aquilio in sich verliebt zu machen und gegeneinander auszuspielen. Tamiri versteckt ihren Sohn im Mausoleum der pontischen Könige, statt ihn wie befohlen zu töten. Ihre eigene Mutter liefert sie an Pompeo aus, da sie sich weigert, ihren Mann zu verraten.
Zweiter Akt. Selinda hält ihre beiden Verehrer hin, damit sie sich umso eifriger um ihre Gunst bemühen. Tamiri verhindert Farnaces Selbstmord. Sie lässt ihn glauben, ihr gemeinsamer Sohn sei tot. Farnace trauert um ihn, obwohl er selbst den Befehl dazu gegeben hatte. Als Berenice das Mausoleum zerstören lassen will, bleibt Tamiri nichts anderes übrig, als das Kind wieder aus seinem Versteck zu holen und ihre Mutter um Mitgefühl anzuflehen. Berenice verstößt ihre Tochter jedoch und bringt den Jungen zu den Römern. Auch Farnace sagt sich nach Tamiris Lüge von ihr los. Selinda fordert Gilade auf, das Kind zu retten. Farnace dringt in den Palast ein, um Berenice und Pompeo eigenhändig zu töten. Er lehnt Selindas Vorschlag ab, das Attentat ihren Verehrern zu überlassen. Berenice fordert Pompeo auf, das Kind sofort zu töten. Selinda und Aquilio überzeugen ihn aber, dass sich eine solche Tat nicht mit der römischen Ehre verträgt. Aquilio verspricht Selinda, dass er für sie eine gefährliche Handlung ausführen werde.
Dritter Akt. Vor den Siegesfeiern der Römer verlangt Berenice erneut den Tod ihres Enkels und bietet Pompeo als Gegenleistung die Hälfte ihres Reichs. Tamiri überzeugt ihn aber durch ihre Unterwerfung und Mutterliebe, das Kind freizugeben. Sie kann auch Farnace wieder mit sich versöhnen. Selinda verlangt von Gilade, Berenice zu töten, und von Aquilio, Pompeo zu stürzen. Aquilio und Farnace kommen sich gegenseitig in die Quere, als sie Pompeo ermorden wollen. Farnace gibt vor, zu Berenices Garde zu gehören. Diese erkennt ihn jedoch und lässt ihn festnehmen. Trotz des Flehens ihrer Tochter und Pompeos Mahnungen verurteilt sie ihn zum Tode. Gilade und Selinda dringen mit ihren Leuten ein. Sie überwältigen die Wachen und befreien Farnace. Selinda will Berenice und Pompeo töten lassen. Farnace möchte Pompeo verschonen, aber Berenice eigenhändig töten. Diese bedroht Tamiri mit ihrem Dolch, und Pompeo nimmt das Kind als Geisel. Tamiri löst die Pattsituation mit einem allgemeinen Aufruf zum Frieden. Berenice erkennt Farnace als Schwiegersohn an. Pompeo verzichtet auf seine Eroberungen und setzt Farnace wieder als König ein. Gilade darf Selinda heiraten.
Die folgende Inhaltsangabe basiert auf dem Libretto der Erstfassung von 1727.

### Erster Akt
Ufer des Schwarzen Meeres mit dichtem Wald, der die ganze Bühne einnimmt
Szene 1. König Farnace, Nachfolger seines Vaters Mitridate auf dem Thron von Pontos, wurde von den römischen Armeen des Pompeo besiegt. Er selbst will weiter kämpfen – notfalls noch als Geist aus dem Grab heraus. Das Flehen seiner Frau Tamiri bleibt erfolglos. Er gibt ihr einen Dolch und befiehlt ihr, sich und den gemeinsamen Sohn zu töten, falls er scheitern sollte (Arie Farnace: „Ricordati che sei“).
Szene 2. Tamiri ist zwar bereit, ihr eigenes Leben aufzugeben, will ihren Sohn aber schonen (Arie Tamiri: „Combattono quest’ alma“).
Der Wald wird gerodet und in ein großes Feld umgewandelt; in der Ferne ist das Meer mit der Flotte Berenices sowie ein Teil der Stadt Herakleia zu sehen
Szene 3. Truppen verlassen die Schiffe und gehen an Land. Anschließend verlassen Berenice und ihr Hauptmann Gilade mit großem königlichen Gefolge ein prächtiges Schiff (Chor: „Del’Eusino con aura seconda“). Berenice ist Tamiris Mutter und Königin von Kappadokien. Sie hasst ihren Schwiegersohn Farnace so sehr, dass sie sich mit den Römern verbündet hat und ihn mit ihren Truppen endgültig vernichten will.
Szene 4. Pompeo und sein Präfekt Aquilio empfangen Berenice. Er will ihr seine besten Kämpfer zur Unterstützung schicken, um die Stadt einzunehmen. Gilade soll den Angriff führen.
Szene 5. Die Soldaten stürmen die Stadt von der Brücke aus (Chor: „Su Campioni, su Guerrieri“). Die Belagerten machen einen Ausfall, um sie auf freiem Feld zu verteidigen, werden aber zurückgedrängt und überwältigt. Farnace kommt mit seinen Leuten aus dem Wald, um die Feinde von hinten anzugreifen. Sie müssen aber nach heftigem Kampf fliehen.
Szene 6. Aquilio hat Farnaces Schwester Selinda gefangen genommen und übergibt sie Gilade zur Bewachung.
Szene 7. Gilade verliebt sich auf den ersten Blick in Selinda (Arie Gilade: „Nell’intimo del petto“).
Szene 8. Auch Aquilio erklärt Selinda seine Liebe und bittet um die Gunst, für sie kämpfen zu dürfen (Arie Aquilio: „Begl’occhi io penserò“).
Szene 9. Selinda beschließt, die Gefühle der beiden Hauptmänner für ihre eigenen Ziele zu nutzen und sie gegeneinander auszuspielen (Arie Selinda: „Al vezzeggiar d’un volto“)
Begräbnisstätte; zwischen den Mausoleen eine große Grabpyramide der Könige von Pontos
Szene 10. Tamiri versteckt ihren Sohn in der Pyramide, um ihn zu retten. Dann zieht sie den Dolch, um sich selbst zu töten.
Szene 11. Berenice verhindert dies gerade noch rechtzeitig. Sie betrachtet ihre Tochter als Feindin und fordert Auskunft über den Verbleib Farnaces und seines Sohnes, den sie ebenso verabscheut.
Szene 12. Da Tamiri die Auskunft verweigert, übergibt Berenice sie Pompeo als Gefangene und Sklavin (Arie Berenice: „Da quel ferro, ch’ha svenato“).
Szene 13. Pompeo fordert Tamiri auf, seinen Sieg anzuerkennen und ihren Sohn auszuliefern, damit er nicht später zu einem Feind Roms heranwachse. Tamiri macht sich über diese Feigheit der Sieger lustig (Arie Tamiri: „Non trova mai riposo“).
Szene 14. Pompeo ist beeindruckt von Tamiris tugendhafter Haltung (Arie Pompeo: „Occhio, che il sol rimira“).

### Zweiter Akt
Weiträumige Gebäude im Palast
Szene 1. Gilade und Aquilio fordern Selinda auf, sich für einen von ihnen zu entscheiden. Sie erklärt, dass sie ihre Liebesbemühungen nicht überzeugt haben, und weist beide ab (Arie Selinda: „Lascia di sospirar“).
Szene 2. Gilade und Aquilio lassen sich davon nicht abschrecken. Sie wollen später noch einmal ihr Glück versuchen (Arie Aquilio: „Talor due pupillette“).
Szene 3. Gilade fragt Berenice, warum sie Farnace so sehr hasst. Sie entgegnet, sein Vater Mitridate habe in der Schlacht ihren Gemahl Ariarate getötet und anschließend ihren eigenen Sohn ermordet. Wenn auch Farnace nicht selbst für diese Tat verantwortlich war, so habe er ihr doch ihre Tochter Tamiri geraubt. Selinda solle das erste Opfer ihrer Rache werden. Als Gilade für sie um Gnade bittet, ermahnt Berenice ihn, dass die Liebe keinen Platz im Herzen eines Kriegers habe (Arie Berenice: „Langue misero quel valore“).
Szene 4. Gilade hält die Liebe nicht für einen Fehler, sondern fühlt sich im Gegenteil durch sie zu heldenhaften Taten ermutigt (Arie Gilade: „S’alza un vapor al Ciel“).
Mausoleen mit der Grabpyramide der Könige von Pontos
Szene 5. Nach seiner Niederlage will sich Farnace selbst töten.
Szene 6. Da erscheint Tamiri. Farnace wirft ihr vor, seinen Befehl nicht befolgt zu haben, da sie noch immer lebe. Tamiri entgegnet, dass sie den Sohn im Mausoleum bestattet habe. Da brechen plötzlich väterliche Gefühle in Farnace aus, und er gibt seiner tiefen Trauer Ausdruck (Arie Farnace: „Perdona, o figlio amato“).
Szene 7. Farnace versteckt sich, als Berenice mit ihren Soldaten kommt, um das Mausoleum dem Erdboden gleichzumachen. In ihrer Verzweiflung holt Tamiri das Kind aus dem Grabmal, stellt es seiner Großmutter vor und bittet diese um Gnade. Sie zeigt jedoch keinerlei Freundlichkeit für ihren Enkel, sondern sagt sich von ihrer Tochter los und führt das Kind fort.
Szene 8. Nachdem Farnace dies beobachtet hat, verstößt auch er Tamiri wutentbrannt.
Szene 9. Verzweifelt fleht Tamiri die Götter um Mitleid an (Arie Tamiri: „Dividete, o giusti Dei“).
Königliche Zimmer
Szene 10. Selinda fordert Gilade auf, als Beweis seiner Liebe ihren Neffen zu retten. Gilade ist bereit dazu (Arie Gilade: „Quel tuo ciglio languidetto“).
Szene 11. Farnace ist heimlich in den Palast eingedrungen, um Berenice und Pompeo zu töten, und trifft hier auf seine Schwester. Sie rät ihm von diesem gefährlichen Vorhaben ab und teilt ihm mit, dass sich die Reste seines Heeres bereits sammeln und auf ihn warten. Sie selbst werde mit Gilades und Aquilios Hilfe seinen Plan ausführen. Farnace weist dieses Angebot zurück. Er kann seinen Rachedurst kaum zügeln (Arie Farnace: „Spogli pur l’ingiusta Roma“).
Szene 12. Berenice bringt den Knaben zu Pompeo und fordert diesen auf, ihn zu töten. Selinda bittet Pompeo um Gnade für das unschuldige Kind, und auch Aquilio weist darauf hin, dass der römische Adler keine Tauben reiße. Pompeo gibt es in Aquilios Obhut. Der Senat in Rom soll über sein Schicksal entscheiden (Arie Pompeo: „Roma invitta, ma clemente“).
Szene 13. Selinda und Aquilio verstehen nicht, warum Berenice so unerbittlich gegen ihren eigenen Enkel vorgeht. Sie beharrt weiterhin auf ihrem Wunsch nach Rache (Arie Berenice: „Lascierò d’esser spietata“).
Szene 14. Selinda lässt sich von Aquilio noch einmal versichern, dass er für sie kämpfen und dabei ein großes Risiko eingehen wird (Duett Aquilio/Selinda: „Io sento nel petto“).

### Dritter Akt
Platz von Herakleia mit Trophäen und anderen Siegeszeichen
Szene 1. Pompeo, Berenice, Gilade und Aquilio versammeln ihre Truppen für die Siegesfeierlichkeiten (Chor: „Giuliva rimbomba“). Da Farnace noch immer nicht gefunden wurde, verlangt Berenice von Pompeo zumindest den Tod seines Sohnes. Dafür will sie ihm die Hälfte ihres Königreichs überlassen (Arie Berenice: „All’or lieta sarò“).
Szene 2. Tamiri lässt Pompeo wertvolle Geschenke überreichen. Sie bittet ihn darum, ihr ihren Sohn zurückzugeben, und bietet ihm ebenfalls ein halbes Reich. Pompeo zeigt sich großherzig. Er akzeptiert ihre Ehrerbietung, weist aber die Geschenke zurück und befiehlt, das Kind freizulassen.
Szene 3. Farnace macht Tamiri noch einmal Vorwürfe, seinen Befehl nicht befolgt zu haben. Es gelingt ihr aber, ihn von der Richtigkeit ihres Handelns und ihrer Liebe zu ihm und dem Kind zu überzeugen (Arie Tamiri: „Forse, o caro, in questi accenti“). Farnace hofft, dass sich das Schicksal noch einmal zu ihren Gunsten wenden werde (Arie Farnace: „Leon feroce“).
Zimmer bei den Gärten
Szene 4. Selinda überredet Gilade, Berenice zu töten (Arie Gilade: „Son vaghi gl’Allori“).
Szene 5. Selinda fordert Aquilio auf, Pompeo zu stürzen und einen anderen König seiner eigenen Wahl einzusetzen (Arie Selinda: „Ti vantasti mio guerriero“).
Szene 6. Aquilio lauert Pompeo auf. Bevor er zuschlagen kann, erscheint Farnace mit derselben Absicht. Beide geraten in Verwirrung und reden sich damit heraus, Pompeo vor einer Schlange verteidigen zu wollen. Pompeo erkennt Farnace nicht. Der behauptet, er sei ein Mitglied von Berenices Garde. Pompeo will sich das von ihr bestätigen lassen.
Szene 7. Berenice lässt Farnaces Tarnung auffliegen und befiehlt, ihn festzunehmen.
Szene 8. Als die Wache Farnace ergreifen will, tritt Tamiri dazwischen und fordert ihn auf, seine Waffe niederzulegen (Quartett Tamiri/Pompeo/Berenice/Farnace: „Io crudel? Giusto rigore“).
Szene 9. Aquilio gerät in einen heftigen Gewissenskonflikt (Arie Aquilio: „Furie dell’Erebo“).
Königlicher Pavillon
Szene 10. Berenice lässt den gefesselten Farnace vorführen, um über ihn zu richten. Das Urteil steht selbstverständlich bereits fest.
Szene 11. Tamiri bittet ihre Mutter unter Tränen um Gnade für ihren Gatten. Sie lässt sich jedoch nicht erweichen und befiehlt seine Hinrichtung.
Szene 12. Pompeo mahnt Berenice, nichts zu überstürzen. Farnace solle besser in längerer Haft gehalten werden.
Szene 13. Gilade und Selinda treffen mit ihren bewaffneten Leuten ein, schlagen Berenices Wachen in die Flucht und befreien Farnace. Selinda fordert sie auf, Berenice und Pompeo zu töten. Farnace bittet darum, Pompeo zu verschonen und allein Berenice zu strafen, die er persönlich töten will. In diesem Moment erscheint Tamiri mit ihrem Sohn und fleht Farnace um Gnade für ihre Mutter an. Es sei an der Zeit, den Frieden wiederherzustellen. Berenice aber ergreift Tamiri und bedroht sie mit dem Dolch, um Farnace unter Druck zu setzen. Pompeo ergreift seinerseits den Knaben. In dieser Pattsituation greift Pompeo Tamiris Ruf nach Frieden auf. Alle werfen nacheinander ihre Waffen fort. Berenice ist endlich bereit, Farnace als Schwiegersohn anzuerkennen, und Pompeo verzichtet zu seinen Gunsten auf die Eroberungen. Beide vergeben Gilade, der Selinda zur Frau erhält.

## Werkgeschichte
Antonio Maria Lucchinis Farnace ist eines der sehr häufig vertonten Opernlibretti des Barocks. Es handelt sehr frei von dem pontischen König Pharnakes II. Der hier verwendete Name von dessen Frau Tamiri ist von dem der Massageten- oder Skythenkönigin Tomyris abgeleitet.:393 Lucchini übernahm fast den gesamten Handlungsverlauf der Oper La pace generosa, die 1700 mit einem Libretto von Francesco Silvani und Musik von Marc’Antonio Ziani im venezianischen Teatro San Salvatore gespielt worden war, dort allerdings um den Cheruskerfürsten Arminius angesiedelt. Lucchini verlagerte den Schwerpunkt auf die „zärtlichen“ Gefühle innerhalb der Familie des Titelhelden und betonte die Zivilisiertheit der Römer im Vergleich mit den primitiveren Rachegelüsten der Völker im Grenzgebiet.:399 Die Struktur des Werks blieb im Wesentlichen erhalten, und Lucchini übernahm sogar einige Abschnitte der Dialoge fast wörtlich.:26
Vivaldi vertonte den Text erstmals 1727 für eine Aufführung in Venedig (RV 711a). Wahrscheinlich aber war er schon 1724 in Rom mit Lucchinis Libretto in Berührung gekommen, nämlich als Leonardo Vinci in Rom die erste Vertonung des Stoffes im Teatro Alibert aufführte, während Vivaldi zur selben Zeit die Aufführungen seines Tigrane am Teatro Capranica, ebenfalls in Rom, leitete.:52 Auch das Libretto seines dort Anfang 1724 gespielten Giustino stammt möglicherweise von Lucchini.:396
Die Uraufführung von Vivaldis Erstfassung der Oper (RV 711a) fand als zweite Oper der Karnevalsaison am 10. Februar 1727 (bzw. 1726 More Veneto) im Teatro Sant’Angelo in Venedig statt. Den Angaben im Libretto zufolge sangen Maria Maddalena Pieri (Farnace), Angela Capuano (Berenice), Anna Girò (Tamiri), Lucrezia Baldini (Selinda), Lorenzo Moretti (Pompeo), Filippo Finazzi (Gilade) und Domenico Giuseppe Galletti (Aquilio). Bühnenbildner war Antonio Mauri. Die Choreografie der Ballette stammte von Giovanni Galletto.:393f,397 Die Aufführung war ein uneingeschränkter Erfolg.:26
Bereits im Herbst 1727 gab es eine Wiederaufnahme am selben Theater (RV 711b).:397 Die Änderungen im Libretto waren im Vergleich zur ursprünglichen Fassung nur gering. Einige der ausgetauschten Arien könnten durchaus schon im Lauf der ersten Aufführungsserie erklungen sein. Ein Beispiel ist Farnaces heroische Naturschilderung „Sorge l’irato nembo“, die dieselbe Sängerin (Lucia Lancetti) im selben Jahr auch in Orlando sang. Sie ersetzte in Szene III:3 die eher schlichte Arie „Leon feroce“, die nun Pompeo zugewiesen wurde und in II:12 wiederum dessen schwierigere Arie „Roma invitta“ ersetzte. Berenices „Lascierò d’esser spietata“ (II:13) wurde durch „Pensando allo sposo“ ersetzt, deren Musik nicht erhalten ist. Statt ihrer ebenfalls verlorenen Arie „All’or lieta sarò“ (III:1) sang sie „Sposa afflitta e madre offesa“. Weitere Änderungen betreffen Arien für Tamiri, Pompeo und Gilade.:423
1730 wurde der Farnace in Prag als eine der fünf dort von Antonio Denzio aufgeführten Opern gezeigt (RV 711c). Möglicherweise war Vivaldi selbst an den Vorbereitungen beteiligt. Obwohl sich die Besetzung stark von den venezianischen Aufführungen unterschied, hielt man sich dem Libretto zufolge weitgehend an die Ursprungsfassung. In III:1 wurde wieder Berenices „Sposa afflitta e madre offesa“ der Zweitfassung gesungen. Die Partie des Aquilio wurde gestrichen und teilweise Gilade zugewiesen. Ergänzt wurde eine komische Partie für den Diener Grillone, dessen Musik wahrscheinlich der musikalische Leiter der Aufführung, Matteo Lucchini, komponierte. Außerdem wurde Selindas „Lascia di sospirar“ (II:2) durch „Allor io ti dirò“ ersetzt, und Gilade erhielt eine neue Arie „Di quelle pupillette“ (II:4). Die Musik dieser beiden Stücke ist nicht erhalten. Letztere Arie wurde möglicherweise auf die Musik von Aquilios „Talor due pupillette“ (II:2) gesungen.:423f Auch hier war der Erfolg enorm. Es gab sogar einen regelrechten Aufstand von Bediensteten der vornehmen Zuhörer, da ihnen der kostenlose Eintritt verweigert worden war.:26f
Die nächste Produktion gab es 1731 im Teatro Omodeo in Pavia (RV 711d). Auch diese Fassung basiert größtenteils auf der Originalfassung vom Karneval 1727. Obwohl erneut Anna Girò die Partie der Tamiri übernahm, sang sie jetzt anstelle von „Non trova mai riposo“ (III:13) die Arie „Eroi del Tebro“ zur Musik von „Leon feroce“. Der rachsüchtige Rollencharakter der Berenice wurde in dieser Fassung abgemildert. Pompeo erhielt zwei weitere heroische Arien. Selinda war in dieser Fassung ein Sopran. Ihr Charakter änderte sich dadurch aber kaum. Vor allem die Musik ihrer Arie „Lascia di sospirar“ (II:2) wurde stark überarbeitet. Vivaldis Neffe Pietro Mauro sang den Aquilio.:424–427
1732 wurde in Mantua eine weitere Fassung (RV 711e) gespielt, die im Wesentlichen auf der Urfassung beruhte, aber sechs Arien von 1731 erhielt. Da Vivaldi für diese Saison nicht weniger als drei Opern konzipierte, war nicht viel Innovation zu erwarten. Nur drei neue Arien kamen hinzu: Pompeos „La sorte incostante“ (I:14), Tamiris „La madre, lo sposo“ (II:9) und Pompeos „L’innocente pargoletto“ (III:2).:427f
1737 gab es eine Produktion im Teatro Dolfin in Treviso (RV 711f), die wahrscheinlich von einer jungen reisenden Operngesellschaft unter der Leitung der Sängerin Margarita Franchi und Vivaldis Neffen Pietro Mauro aufgeführt wurde. Dem Libretto zufolge handelte es sich um eine gekürzte Variante der Originalfassung. Nur Gilade erhielt zusätzlich die Arie „Andiamo ove ci invita“ (III:8).:428f
Schließlich wurde 1738 für die Karnevalsaison 1739 in Ferrara eine weitere Produktion geplant (RV 711g), die jedoch nach dem Misserfolg einer anderen von Vivaldi überarbeiteten Oper (Siroe re di Persia) abgesagt wurde. Wie sehr Vivaldi durch dieses Ereignis getroffen wurde, geht aus einem flehenden Brief vom 2. Januar 1739 an den Marchese Bentivoglio hervor, der letztlich erfolglos blieb.:50f Ein hierfür erstelltes Partitur-Autograf der ersten beiden Akte ist erhalten. Es enthält sechs Arien, die bislang noch in keiner Farnace-Fassung erklungen waren. Außerdem überarbeitete Vivaldi einige der älteren Arien. Auffällig sind einige deutliche musikalische Hinweise an den Dirigenten. Das lässt vermuten, dass Vivaldi die Aufführungen nicht selbst leiten sollte.:430f
Als Partitur überliefert sind nur ein unvollständiges Teilautograf der vierten Fassung für Pavia 1731 (Nationalbibliothek Turin, Sammlung Giordano G 36) sowie die mit 1738 datierte vollständig autografe Partitur des ersten und zweiten Akts für Ferrara 1739 (Nationalbibliothek Turin, Sammlung Giordano G 37).:397

## Musiknummern
Die Musiknummern der sieben verschiedenen Fassungen des Farnace sind im Ryom-Verzeichnis mit den Nummern RV 711a bis 711g aufgeführt.

### RV 711a, Venedig Karneval 1727 (laut Libretto)
Erster Akt
- Szene 1. Arie (Farnace): „Ricordati che sei“ – vgl. RV 711d I:1 und RV 711g I:1
- Szene 2. Arie (Tamiri): „Combattono quest’ alma“ – vgl. RV 711d I:2 und RV 711g I:2 (zwei Fassungen)
- Szene 3. Chor: „Del’Eusino con aura seconda“ – vgl. RV 711d I:3 und RV 711g I:3
- Szene 5. Chor: „Su Campioni, su Guerrieri“ – vgl. RV 711d I:5 und RV 711g I:5
- Szene 7. Arie (Gilade: „Nell’intimo del petto“ – vgl. RV 711d I:7 und RV 711g I:7)
- Szene 8. Arie (Aquilio): „Begl’occhi io penserò“
- Szene 9. Arie (Selinda): „Al vezzeggiar d’un volto“ – vgl. RV 711d I:9
- Szene 12. Arie (Berenice): „Da quel ferro, ch’ha svenato“ – vgl. RV 711d I:12 und RV 711g I:12
- Szene 13. Arie (Tamiri): „Non trova mai riposo“ – vgl. RV 711a III:1
- Szene 14. Arie (Pompeo): „Occhio, che il sol rimira“ – vgl. Ercole su’l Termodonte RV 710 I:6

Zweiter Akt
- Szene 1. Arie (Selinda): „Lascia di sospirar“ – vgl. RV 711d II:1 und RV 711g II:1; Fede tradita e vendicata (Graz 1736) RV Anh. 127a.16
- Szene 2. Arie (Aquilio): „Talor due pupillette“
- Szene 3. Arie (Berenice): „Langue misero quel valore“ – vgl. RV 711d III:3; Tradimento traditor (Prag 1727) RV Anh. 127[a].40 bzw. Hannibal in Capua (Hamburg 1735) RV Anh. 127a.20
- Szene 4. Arie (Gilade): „S’alza un vapor al Ciel“
- Szene 6. Arie (Farnace): „Perdona, o figlio amato“ – vgl. RV 711g II:6
- Szene 9. Arie (Tamiri): „Dividete, o giusti Dei“ – vgl. RV 711g II:9
- Szene 10. Arie (Gilade): „Quel tuo ciglio languidetto“ – vgl. RV 711d II:10 und RV 711g II:10
- Szene 11. Arie (Farnace): „Spogli pur l’ingiusta Roma“ – vgl. RV 711d II:11
- Szene 12. Arie (Pompeo): „Roma invitta, ma clemente“ – vgl. RV 711d II:12 und RV 711g II:12
- Szene 13. Arie (Berenice): „Lascierò d’esser spietata“ – vgl. RV 711d II:13
- Szene 14. Duett (Aquilio, Selinda): „Io sento nel petto“ – vgl. RV 711d II:14 und RV 711g II:14

Dritter Akt
- Szene 1. Chor: „Giuliva rimbomba“
  - Arie (Tamiri): „Non trova mai riposo“ – vgl. RV 711a I:13
  - Arie (Berenice):[A 2] „All’or lieta sarò“
- Szene 2. Arie (Tamiri): „Forse, o caro, in questi accenti“ – vgl. RV 711d III:3
  - Arie (Farnace): „Leon feroce“ – vgl. RV 711d I:13
- Szene 4. Arie (Gilade): „Son vaghi gl’Allori“
- Szene 5. Arie (Selinda): „Ti vandasti mio Guerriero“ – vgl. RV 711d III:5
- Szene 8. Quartett (Tamiri, Pompeo, Berenice, Farnace): „Io crudel? Giusto rigore“ – vgl. RV 711d III:8
- Szene 9. Arie (Aquilio): „Furie dell’Erebo“
- Szene 13. Chor: „Coronata da Gigli, e di Rose“ – vgl. RV 711d III:13

### RV 711b, Venedig Herbst 1727 (laut Libretto)
Erster Akt
- Szene 1. Arie (Farnace): „Ricordati che sei“ – vgl. RV 711d I:1 und RV 711g I:1
- Szene 2. Arie (Tamiri): „Combattono quest’ alma“ – vgl. RV 711d I:2 und RV 711g I:2 (zwei Fassungen)
- Szene 3. Chor: „Del’Eusino con aura seconda“ – vgl. RV 711d I:3 und RV 711g I:3
- Szene 5. Chor: „Su Campioni, su Guerrieri“ – vgl. RV 711d I:5 und RV 711g I:5
- Szene 8. Arie (Gilade): „Nell’intimo del petto“ – vgl. RV 711d I:7 und RV 711g I:7
- Szene 8. Arie (Aquilio): „Begl’occhi io penserò“
- Szene 9. Arie (Selinda): „Al vezzeggiar d’un volto“ – vgl. RV 711d I:9
- Szene 12. Arie (Berenice): „Da quel ferro, ch’ha svenato“ – vgl. RV 711d I:12 und RV 711g I:12
- Szene 13. Arie (Pompeo): „Se si nasconde“
  - Arie (Tamiri): „Non trova mai riposo“

Zweiter Akt
- Szene 1. Arie (Selinda): „Lascia di sospirar“ – vgl. RV 711d II:1 und RV 711g II:1; Fede tradita e vendicata (Graz 1736) RV Anh. 127a.16
- Szene 2. Arie (Aquilio): „Mi sento nel petto“ – vgl. L'unione della Pace e di Marte RV 694.6
- Szene 3. Arie (Berenice): „Langue misero quel valore“ – vgl. RV 711d III:3; Tradimento traditor (Prag 1727) RV Anh. 127[a].40
- Szene 4. Arie (Gilade): „Arsa da rai cocenti“ – vgl. RV 711d II:9; Dorilla in Tempe RV 709c II:9
- Szene 6. Arie (Farnace): „Perdona, o figlio amato“ – vgl. RV 711g II:6
- Szene 9. Arie (Tamiri): „Dividete, o giusti Dei“ – vgl. RV 711g II:9
- Szene 11. Arie (Farnace): „Spogli pur l’ingiusta Roma“ – vgl. RV 711d II:11
- Szene 12. Arie (Pompeo): „Leon feroce“ – vgl. RV 711d I:13
- Szene 13. Arie (Berenice): „Pensando allo Sposo“
- Szene 14. Duett (Aquilio, Selinda): „Io sento nel petto“ – vgl. RV 711d II:14 und RV 711g II:14

Dritter Akt
- Szene 1. Chor: „Giuliva rimbomba“
  - Arie (Berenice): „Sposa afflitta, e Madre offesa“
- Szene 3. Arie (Tamiri): „Forse, o caro, in questi accenti“ – vgl. RV 711d III:3
  - Arie (Farnace): „Sorge l’irato nembo“ – vgl. L’Atenaide RV 702b II:7
- Szene 4. Arie (Gilade): „Son vaghi gl’Allori“
- Szene 5. Arie (Selinda): „Ti vandasti mio Guerriero“ – vgl. RV 711d III:5
- Szene 8. Quartett (Tamiri, Pompeo, Berenice, Farnace) – vgl. RV 711d III:8: „Io crudel? Giusto rigore“
- Szene 9. Arie (Aquilio): „Furie dell’Erebo“
- Szene 13. Chor: „Coronata da Gigli, e di Rose“ – vgl. RV 711d III:13

### RV 711c, Prag 1730 (laut Libretto)
Erster Akt
- Szene 2. Arie (Farnace): „Ricordati che sei“ – vgl. RV 711d I:1 und RV 711g I:1
- Szene 3. Arie (Tamiri): „Combattono quest’ alma“ – vgl. RV 711d I:2 und RV 711g I:2 (zwei Fassungen)
- Szene 4. Arie (Berenice): „Control al corso dell’onda proffonda“
  - Chor: „Su Campioni, su Guerrieri“ – vgl. RV 711d I:5 und RV 711g I:5
- Szene 7. Arie (Gilade): „Begl’occhi io penserò“
- Szene 8. Arie (Selinda): „Al vezzeggiar d’un volto“ – vgl. RV 711d I:9
- Szene 10. Arie (Berenice): „Da quel ferro, ch’ha svenato“ – vgl. RV 711d I:12 und RV 711g I:12
- Szene 11. Arie (Tamiri): „Non trova mai riposo“
- Szene 12. Arie (Pompeo): „Occhio, che il sol rimira“
- Szene 13. Arie (Grillone): „Quelle Lupa maledetta“

Zweiter Akt
- Szene 1. Arie (Farnace): „Spogli pur l’ingiusta Roma“ – vgl. RV 711d II:11
- Szene 2. Arie (Selinda): „Allor io ti dirò - Mio dolce Sposo“
- Szene 3. Arie (Berenice): „Langue misero quel valore“ – vgl. RV 711d III:3; Hannibal in Capua (Hamburg 1735) RV Anh. 127a.20
- Szene 4. Arie (Gilade): „Di quelle pupillette“
- Szene 5. Arie (Farnace): „Perdona, o figlio amato“ – vgl. RV 711g II:6
- Szene 9. Arie (Tamiri): „Dividete, o giusti Dei“ – vgl. RV 711g II:9
- Szene 12. Arie (Grillone): „Chi mi spoglia - Chi mi sbriga“
- Szene 13. Arie (Pompeo): „Roma invitta, ma clemente“ – vgl. RV 711d II:13 und RV 711g II:13
- Szene 14. Arie (Berenice): „Lascierò d’esser spietata“ – vgl. RV 711d II:13
- Szene 15. Duett (Aquilio, Selinda): „Io sento nel petto“ – vgl. RV 711d II:14 und RV 711g II:14

Dritter Akt
- Szene 1. Chor: „Giuliva rimbomba“
  - Arie (Berenice): „Sposa afflitta, e Madre offesa“
- Szene 3. Arie (Pompeo): „Son vaghi gli allori“
- Szene 4. Arie (Tamiri): „Forse, o caro, in questi accenti“ – vgl. RV 711d III:4
- Szene 5. Arie (Farnace): „Leon feroce“ – vgl. RV 711d III:5
- Szene 7. Arie (Selinda): „Ti vandasti mio guerriero“ – vgl. RV 711d III:7
- Szene 9. Quartett (Tamiri, Pompeo, Berenice, Farnace): „Io crudel? Giusto rigore“ – vgl. RV 711d III:8
- Szene 10. Arie (Gilade): „Furie dell’Erebo“
- Szene 14. Chor: „Coronata da Gigli, e di Rose“ – vgl. RV 711d III:13

### RV 711d, Pavia 1731 (Partitur unvollständig)
Sinfonia
- 1. … (C-Dur); für Streicher und Basso continuo
- 2. Andante (C-Dur); für Violinen I/II, Viola und Basso continuo
- 3. … (C-Dur); für Streicher und Basso continuo

Erster Akt
- Szene 1. Rezitativ: „Benche vinto, e sconfitto“
  - Arie (Farnace): „Ricordati che sei“ – Allegro (D-Dur); für Streicher und Basso continuo; vgl. Il Giustino RV 717 II:11, La verità in cimento RV 739 III:3
- Szene 2. Rezitativ: „Ch’io mi tolga col ferro“
  - Arie (Tamiri): „Combattono quest’ alma“ (1. Fassung) – Allegro (Es-Dur); für Streicher und Basso continuo
- Szene 3. Chor (SATB): „Del’Eusino con aura seconda“ – Allegro (D-Dur); für zwei Trompeten, Streicher und Basso continuo
  - Rezitativ: „Del Nemico Farnace quest’è l’Impero“
- Szene 4. Rezitativ: „Amazone Real dell’Oriente“
- Szene 5. Rezitativ: „Guerrieri eccovi à fronte“
  - Chor (SATB): „Su Campioni, su Guerrieri“ – … (D-Dur); für zwei Trompeten, Streicher und Basso continuo
  - Rezitativ: „In si gran punto ancora la fortuna“
- Szene 6. Rezitativ: „Signor, s’anche frà l’armi“
- Szene 7. Rezitativ: „A’ nostri danni armata“
  - Arie (Gilade): „Nell’intimo del petto“ – Andante molto (c-Moll); für zwei? Hörner, Streicher und Basso continuo
- Szene 8. Rezitativ: „A’ sorprendermi il cor bella Selinda“
  - Arie (Aquilio): „Penso che què begl’occhi io penserò“ – Allegro (d-Moll); für Streicher und Basso continuo
- Szene 9. Rezitativ: „Qual sembianza improvisa“
  - Arie (Selinda): „Al vezzeggiar d’un volto“ – Allegro non molto (E-Dur); für Streicher und Basso continuo (ohne Cembalo)
- Szene 10. Rezitativ: „Figlio no v’è più scampo“
  - Accompagnato-Rezitativ: „O figlio, ò troppo tardi nato“ – für Streicher und Basso continuo
  - Rezitativ: „Andianne, figlio. Ah tu ritiri il passo“
  - Accompagnato-Rezitativ: „Intanto, ò caro, questo baccio ricevi“ – für Streicher und Basso continuo
  - Rezitativ: „Ma di Madre abbastanza“
- Szene 11. Rezitativ: „Fermati ingrata“
- Szene 12. Rezitativ: „Signor, costei, che audaca“
  - Arie (Berenice): „Dà quel ferro, che hà svenato“ – Allegro (e-Moll); für Streicher und Basso continuo
- Szene 13. Rezitativ: „Donna la tua fortuna“
  - Arie (Tamiri): „Leon feroce“ – … (C-Dur); für Violinen I/II, Viola und Basso continuo; vgl. Amor, odio e pentimento (Graz 1740) RV Anh. 127a.2
- Szene 14. Rezitativ: „Come ben fà veder la donna eccelsa“
  - Arie (Pompeo): „Sorge l’irato nembo“ – Allegro (B-Dur); für Streicher und Basso continuo; vgl. L’Atenaide RV 702b II:7, Orlando RV 728 II:4

Zweiter Akt
- Szene 1. Rezitativ: „Principessa gentil, ciascun di noi“
  - Arie (Selinda): „Lascia di sospirar“ – Allegro (D-Dur); für Streicher und Basso continuo; vgl. Armida al campo d’Egitto RV 699a II:2, Ercole su’l Termodonte RV 710 I:13
- Szene 2. Rezitativ: „Tempo miglior si scielga“
- Szene 3. Rezitativ: „Di Fernace, e del Figlio cerchisi in ogni parte“
  - Arie (Berenice): „Langue misero quel valore“ – Allegro (D-Dur); für Violinen I/II, Viola und Basso continuo; vgl. Adelaide RV 695 I:9
- Szene 4. Rezitativ: „Nò ch’amar non è fallo“
  - Arie (Gilade): „E un dolce furore“ – Non tanto presto (Es-Dur); für Streicher und Basso continuo; vgl. L’Atenaide RV 702b I:2, Orlando RV 728 I:1
- Szene 5. Rezitativ: „Nò, che ceder non voglio“
- Szene 6. Rezitativ: „Pupille, ò voi sognate“
  - Arie (Farnace): „Gelido in ogni vena“ – Larghetto (f-Moll); für Streicher und Basso continuo; vgl. Argippo RV 697 III:3, Siroe re di Persia RV 735a III:5
- Szene 7. Rezitativ: „Olà: Queste superbe memorie“
- Szene 8. Rezitativ: „Quest’è la fè spergiura“
- Szene 9. Rezitativ: „Dite, che v’hò fatt’io, ditelo, ò Cieli?“
  - Arie (Tamiri): „Arsa da rai cocenti“ – Allegro non molto (F-Dur); für Streicher und Basso continuo; vgl. Dorilla in Tempe RV 709d II:8, Amor, odio e pentimento (Graz 1740) RV Anh. 127a.23 und 24
- Szene 10. Rezitativ: „Ah, s’egli è ver che m’ami“
  - Arie (Gilade): „Quel tuo ciglio languidetto“ (1. Fassung) – Minuet (A-Dur); für Streicher und Basso continuo; vgl. La fida ninfa RV 714
- Szene 11. Rezitativ: „Dove mai ti trasporta“
  - Arie (Farnace): „Spogli pur l’ingiusta Roma“ – …(g-Moll); für Streicher und Basso continuo
- Szene 12. Rezitativ: „Dell’iniquo Farnace eccoti il Figlio“
  - Arie (Pompeo): „Roma invitta, mà clemente“ – … (C-Dur); für Streicher und Basso continuo; vgl. Tamerlano RV 703 III:1
- Szene 13. Rezitativ: „Fra le Libiche Serpi“
  - Arie (Berenice): „Amorosa e men irata“ – … (g-Moll); für Streicher und Basso continuo; vgl. Orlando RV 728 I:13
- Szene 14. Rezitativ: „Aquilio, e ben pensasti?“
  - Duett (Aquilio, Selinda): „Io sento nel petto si grande“ – Allegro (A-Dur); für Streicher und Basso continuo; vgl. Ipermestra RV 722 II:3

Dritter Akt
- Szene 1. Rezitativ: „Gilade Gran Regina. Del già vinto Farnace“
  - Arie (Berenice): „Quel candido fiore“ – Allegro (B-Dur); für Violinen I/II, Viola und Basso continuo; vgl. Orlando RV 728 II:5
- Szene 2. Rezitativ: „Signor, se la clemenza non è l’ultimo pregio“
- Szene 3. Rezitativ: „Quando mai fù credele“
  - Arie (Tamiri): „Forse, ò caro, in questi accenti“ – Andante molto (c-Moll); für Violinen I/II, Viola und Basso continuo; vgl. L’Atenaide RV 702b III:15
  - Rezitativ: „Si qualque Nume, ò qualque stella al fine“
  - Arie (Farnace): „Quel torrente che s’inalza“ – … (B-Dur); für Violinen I/II, Viola und Basso continuo; vgl. Adelaide RV 695 II:17, Il Giustino RV 717 II:6
- Szene 4. Rezitativ: „Gilade in tuo pensiero ali non hà“
  - Arie (Gilade): „Scherza l’aura lusinghiera“ – Andante molto (A-Dur); für Streicher und Basso continuo (ohne Cembalo); vgl. Tamerlano RV 703 I:2, Il Giustino RV 717 II:8
- Szene 5. Rezitativ: „Aquilio, il braccio forte“
  - Arie (Selinda): „Ti vandasti mio guerriero“ – … (G-Dur); für Streicher und Basso continuo
- Szene 6. Rezitativ: „Oh stelle qual impresa“
  - Arie (Pompeo): „Un vincitor Romano“
  - Rezitativ: „D’un regno soggiogato“
- Szene 7. Rezitativ: „Regina, in costui riconosci“
- Szene 8. Rezitativ: „Oh Dio fermate, fermate i colpi“
  - Quartett (Tamiri, Pompeo, Berenice, Farnace): „Io crudel? Giusto rigore“ – Allegro (Es-Dur); für Streicher und Basso continuo
- Szene 9. Rezitativ: „Che feci, ohimè! Che feci?“
  - Arie (Aquilio): „Là nel centro più nero, e profundo“ – vgl. Silvia (Venedig 1730) RV Anh. 127a.37
- Szene 10. Rezitativ: „Farnace, I Numi al fine“
- Szene 11. Rezitativ: „Possibile, ò Regina“
- Szene 12. Rezitativ: „Regina, il Ciel tall’ora“
- Szene 13. Rezitativ: „Berenice morrà, morrà Pompeo“
  - Arie (Berenice): „Lascierò d’esser spetata“ – Allegro (F-Dur); für Streicher und Basso continuo
  - Chor: „Coronata da Gigli, e di Rose“ – … (G-Dur); vgl. Tamerlano RV 703 III:15

### RV 711e, Mantua 1732 (laut Libretto)
Erster Akt
- Szene 1. Arie (Farnace): „Ricordati che sei“ – vgl. RV 711d I:1 und RV 711g I:1
- Szene 2. Arie (Tamiri): „Combattono quest’ alma“ – vgl. RV 711d I:2 und RV 711g I:2 (zwei Fassungen)
- Szene 3. Chor: „Del’Eusino con aura seconda“ – vgl. RV 711d I:3 und RV 711g I:3
- Szene 5. Chor: „Su Campioni, su Guerrieri“ – vgl. RV 711d I:5 und RV 711g I:5
- Szene 7. Arie (Gilade): „Nell’intimo del petto“ – vgl. RV 711d I:7 und RV 711g I:7
- Szene 8. Arie (Aquilio): „Penso che quei begl’occhi io penserò“
- Szene 9. Arie (Selinda): „Al vezzeggiar d’un volto“ – vgl. RV 711d I:9
- Szene 12. Arie (Berenice): „Da quel ferro, ch’ha svenato“ – vgl. RV 711d I:12 und RV 711g I:12
- Szene 13. Arie (Tamiri): „Eroi del Tebro“
- Szene 14. Arie (Pompeo): „La Sorte incostante“

Zweiter Akt
- Szene 1. Arie (Selinda): „Lascia di sospirar“ – vgl. RV 711d II:1 und RV 711g II:1; Fede tradita e vendicata (Graz 1736) RV Anh. 127a.16
- Szene 3. Arie (Berenice): „Langue misero quel valore“ – vgl. RV 711d III:3; Tradimento traditor (Prag 1727) RV Anh. 127[a].40
- Szene 4. Arie (Gilade): „E un dolce furore“ – vgl. RV 711d II:4
- Szene 6. Arie (Farnace): „Perdona, o figlio amato“ – vgl. RV 711g II:6
- Szene 9. Arie (Tamiri): „La Madre, Io Sposo“ – vgl. Catone in Utica RV 705 III:2, Motezuma RV 723 II:14, Farnace (Florenz 1733) RV Anh. 127.10
- Szene 10. Arie (Gilade): „Scherza l’aura lusinghiera“ – vgl. RV 711d II:10 und RV 711g II:10
- Szene 11. Arie (Farnace): „Spogli pur l’ingiusta Roma“ – vgl. RV 711d II:11
- Szene 12. Arie (Pompeo): „Roma invitta, ma clemente“ – vgl. RV 711d II:12 und RV 711g II:12
- Szene 14. Duett (Aquilio, Selinda): „Io sento nel petto“ – vgl. RV 711d II:14 und RV 711g II:14

Dritter Akt
- Szene 1. Chor: „Giuliva rimbomba“
  - Arie (Benerice): „Quel condido fiore“ – vgl. RV 711d III:1
- Szene 2. Arie (Pompeo): „L’innocente Pargoletto“
- Szene 3. Arie (Tamiri): „Forse, o caro, in questi accenti“ – vgl. RV 711d III:3
  - Arie (Farnace): „Quel torrente, che s’innalza“ – vgl. RV 711d III:3
- Szene 4. Arie (Gilade): „Son vaghigli allori“
- Szene 5. Arie (Selinda): „Ti vandasti mio Guerriero“ – vgl. RV 711d III:5
- Szene 8. Quartett (Tamiri, Pompeo, Berenice, Farnace): „Io crudel? Giusto rigore“ – vgl. RV 711d III:8
- Szene 12. Chor: „Coronata da Gigli, e di Rose“ – vgl. RV 711d III:13

### RV 711f, Treviso 1737 (laut Libretto)
Erster Akt
- Szene 1. Arie (Farnace): „Ricordati che sei“ – vgl. RV 711d I:1 und RV 711g I:1
- Szene 2. Arie (Tamiri): „Combattono quest’ alma“ – vgl. RV 711d I:2 und RV 711g I:2 (zwei Fassungen)
- Szene 3. Chor: „Del’Eusino con aura seconda“ – vgl. RV 711d I:3 und RV 711g I:3
- Szene 5. Chor: „Su Campioni, su Guerrieri“ – vgl. RV 711d I:5 und RV 711g I:5
- Szene 7. Arie (Gilade): „Nell’intimo del petto“ – vgl. RV 711d I:7 und RV 711g I:7
- Szene 8. Arie (Selinda): „Al vezzeggiar d’un volto“ – vgl. RV 711d I:9
- Szene 11. Arie (Berenice): „Da quel ferro, ch’ha svenato“ – vgl. RV 711d I:12 und RV 711g I:12
- Szene 12. Arie (Tamiri): „Non trova mai riposo“ – vgl. RV 711a III:1
- Szene 14. Arie (Pompeo): „Occhio, che il sol rimira“ – vgl. Ercole su’l Termodonte RV 710 I:6

Zweiter Akt
- Szene 1. Arie (Berenice): „Langue misero quel valore“ – vgl. RV 711d III:3; Tradimento traditor (Prag 1727) RV Anh. 127[a].40
- Szene 2. Arie (Farnace): „Perdona, o figlio amato“ – vgl. RV 711g II:6
- Szene 6. Arie (Tamiri): „Dividete, o giusti Dei“ – vgl. RV 711g II:9
- Szene 7. Arie (Gilade): „Quel tuo ciglio languidetto“ – vgl. RV 711d II:10 und RV 711g II:10
- Szene 8. Arie (Farnace): „Spogli pur l’ingiusta Roma“ – vgl. RV 711d II:11
- Szene 9. Arie (Pompeo): „Roma invitta, ma clemente“ – vgl. RV 711d II:12 und RV 711g II:12
- Szene 10. Arie (Berenice): „Lasciero d’esser spietata“ – vgl. RV 711d II:13

Dritter Akt
- Szene 1. Arie (Tamiri): „All’or lieta sarò“
- Szene 3. Arie (Tamiri): „Forse, o caro, in questi accenti“ – vgl. RV 711d III:3
  - Arie (Farnace): „Leon feroce“ – vgl. RV 711d I:13
- Szene 4. Arie (Gilade): „Son vaghi gl’Allori“
- Szene 8. Arie (Gilade): „Andiamo ove ci invita“
- Szene 13. Chor: „Coronata da Gigli, e di Rose“ – vgl. RV 711d III:13

### RV 711g, Ferrara 1738 (erster und zweiter Akt)
Erster Akt
- Szene 1. Rezitativ: „Benche vinto, e sconfitto“
  - Arie (Farnace): „Ricordati che sei“ – Allegro non molto (D-Dur); für Streicher und Basso continuo; vgl. Il Giustino RV 717 II:11, La verità in cimento RV 739 III:3
- Szene 2. Rezitativ: „Ch’io mi tolga col ferro“
  - Arie (Tamiri): „Combattono quest’ alma“ (2. Fassung) – Allegro non molto (Es-Dur); für Streicher und Basso continuo
- Szene 3. Chor (SATB): „Del’Eusino con aura seconda“ – Allegro non molto (D-Dur); für zwei Trompeten, Streicher und Basso continuo
  - Rezitativ: „Del Nemico Farnace quest’è l’Impero“
- Szene 4. Rezitativ: „Amazone Regal dell’Oriente“
- Szene 5. Rezitativ: „Guerrieri eccovi à fronte“
  - Chor (SATB): „Su Campioni, su Guerrieri“ – … (D-Dur); für zwei Trompeten, Streicher und Basso continuo
  - Rezitativ: „In si gran punto ancora, Farnace“
- Szene 6. Rezitativ: „Signor, s’anche frà l’armi“
- Szene 7. Rezitativ: „A nostri danni armata venne ancor Berenice“
  - Arie (Gilade): „Nell’intimo del petto“ – Andante molto (c-Moll); für zwei? Hörner, Streicher und Basso continuo
- Szene 8. Rezitativ: „A sorprendermi il cor“
  - Arie (Aquilio): „Penso che bBegl’occhi io penserò“ – Allegro (d-Moll); für Streicher und Basso continuo
- Szene 9. Rezitativ: „Qual sembianza improvisa“
- Szene 10. Rezitativ: „Figlio, non v’è più scampo“
  - Accompagnato-Rezitativ: „O figlio, ò troppo tardi nato“ – für Streicher und Basso continuo
  - Rezitativ: „Andianne, o figlio. Ah tu ritiri il passo“
  - Accompagnato-Rezitativ: „Intanto, ò caro, questo baccio ricevi“ – für Streicher und Basso continuo
  - Rezitativ: „Frà pochi istanti“
- Szene 11. Rezitativ: „Fermati ingrata“
- Szene 12. Rezitativ: „Signor, costei, ch’audace“
  - Arie (Berenice): „Da quel ferro, ch’ha svenato“ – Allegro (e-Moll); für Streicher und Basso continuo
- Szene 13. Rezitativ: „Donna, la tua fortuna“
  - Arie (Tamiri): „O di Roma forti Eroi“ – Allegro ma non molto (D-Dur); für Streicher und Basso continuo
- Szene 14. Rezitativ: „Come ben fà veder la donna“
  - Arie (Pompeo): „Non temer senza stella“ – Allegro molto (D-Dur); für zwei Oboen, Streicher und Basso continuo

Zweiter Akt
- Szene 1. Rezitativ: „Principessa Gentil, ciascun di noi“
  - Arie (Selinda): „Lascia di sospirar“ – Allegro (C-Dur); für Streicher und Basso continuo; vgl. Armida al campo d’Egitto RV 699a II:2, Ercole su’l Termodonte RV 710 I:13
- Szene 2. Rezitativ: „Tempo miglior si scielga“
  - Arie (Aquilio): „Alle mi naccie di fiera belva“ – Allegro (F-Dur); für zwei Hörner, Streicher und Basso continuo; vgl. Griselda RV 718 I:11, Siroe re di Persia RV 735b II:8
- Szene 3. Rezitativ: „Di Farnace, e del figlio cerchisti in ogni parte“
  - Arie (Berenice): „Al tribunal d’amore“ – Larghetto ma spiritoso (D-Dur); für Streicher und Basso continuo; vgl. L’Atenaide RV 702B II:11, Griselda RV 718 II:3
- Szene 4. Rezitativ: „Nò, ch’amar non è fallo“
  - Arie (Gilade): „Quell’usignuolo“ – Allegro ma poco (A-Dur); für Streicher und Basso continuo; vgl. L’oracolo in Messenia RV 726 II:4
- Szene 5. Rezitativ: „Nò, che ceder non voglio“
- Szene 6. Rezitativ: „Pupille, ò voi sognate“
  - Arie (Farnace): „Perdona, ò figlio amato“ – Largo (h-Moll); für Streicher und Basso continuo
- Szene 7. Rezitativ: „Olà. Queste superbe memorie“
- Szene 8. Rezitativ: „Quest’è la fè spergiura“
- Szene 9. Rezitativ (Tamiri): „Dite, che v’hò fatt’io“ – Andante
  - Arie (Tamiri): „Dividete, o giusti Dei“ – Andante (c-Moll); für Violinen I/II, Viola und Basso continuo
- Szene 10. Rezitativ: „Ah, d’egl’è ver che m’ami“
  - Arie (Gilade): „Quel tuo ciglio languidetto“ – Minuet (C-Dur); für Streicher und Basso continuo; vgl. La fida ninfa RV 714 III:11
- Szene 11. Rezitativ: „Dove mai ti trasporta“
  - Arie (Farnace): „Gemo in un punto e fremo“ – Allegro molto (c-Moll); für Violinen I/II, Viola und Basso continuo; vgl. Adelaide RV 695 II:18, L’olimpiade RV 725 II:15
- Szene 12. Rezitativ: „Dell’iniquo Farnace eccoti il figlio“
  - Arie (Pompeo): „Roma invitta, ma clemente“ – Allegro non molto (F-Dur); für Streicher und Basso continuo
- Szene 13. Rezitativ: „Trà le Libiche serpi“
  - Arie (Berenice): „Amorosa e men irata“ – Allegro (G-Dur); für Streicher und Basso continuo; vgl. Orlando RV 728 I:13
- Szene 14. Rezitativ: „Aquilio, e ben pensati?“
  - Duett (Aquilio, Selinda): „Io sento nel petto si grande“ – Allegro (G-Dur); für Streicher und Basso continuo; vgl. Ipermestra RV 722 II:3

## Aufnahmen
- 1970 – Newell Jenkins (Dirigent).
 Sidney Johnson (Farnace), Elaine Bonazzi (Berenice), Joy Zornig (Tamiri), Brenda Fairaday (Selinda), Daniel Collins (Pompeo), D’Anna Fortunato (Gilade), David Britton (Aquilio).
 Möglicherweise live; Mischfassung 1731/1738 (im Begleittext nicht ganz korrekt zugeordnet).
 VOCE-57 (3 LPs).[7][8]:22122
- 1. Dezember 1982 – Massimo de Bernart (Dirigent), Orchestra Sinfonica di San Remo.
 Martine Dupuy (Farnace), Katia Angeloni (Berenice), Petra Malakova (Tamiri), Daniela Dessì (Selinda), Lucia Rizzi (Pompeo), Kate Gamberucci (Gilade), Rena Garaziotti (Aquilio).
 Live aus Genua; Mischfassung 1731/1738; Rezitative und drei Arien gekürzt.
 Arkadia CD: CDAK 110.2 (2 CDs).[8]:22123
- 1991 – Massimiliano Carraro (Dirigent), Solisten der Grazer Symphoniker.
 Susan Long Solustri (Farnace), Raquel Pierotti (Berenice), Serena Lazzarini (Tamiri), Marina Bolgan (Selinda), Susanna Anselmi (Pompeo), Gabriella Morigi (Gilade), Tiziana Carraro (Aquilio).
 Live aus Martina Franca; Mischfassung 1731/1738; gekürzt.
 Nuova Era 7213-4 (2 CDs).[8]:22124
- 26./28. Oktober 2001 – Jordi Savall (Dirigent), Le Concert des Nations, Chor des Teatro de la Zarzuela de Madrid.
 Furio Zanasi (Farnace), Adriana Fernández (Berenice), Sara Mingardo (Tamiri), Gloria Banditelli (Selinda), Sonia Prina (Pompeo), Cinzia Forte (Gilade), Fulvio Bettini (Aquilio).
 Live aus dem Teatro de la Zarzuela in Madrid; Fassung RV 711d (Pavia 1731) mit Einschüben aus Francesco Corsellis Vertonung desselben Stoffes (Madrid 1739).
 Alia Vox 9822 A/C (3 CDs), Naïve OP30471 (Vivaldi Edition – Opere teatrali vol. 12; hier ohne die Stücke Corsellis).[9][8]:22125
- 2.–10. Juli 2010 – Diego Fasolis (Dirigent), I Barocchisti.
 Max Emanuel Cenčić (Farnace), Mary-Ellen Nesi (Berenice), Ruxandra Donose (Tamiri), Ann Hallenberg (Selinda), Daniel Behle (Pompeo), Karina Gauvin (Gilade), Emiliano Gonzalez Toro (Aquilio).
 Studioaufnahme aus dem Auditorium Stelio Molo in Lugano; Fassung von 1738 (RV 711g); dritter Akt rekonstruiert von Frédéric Delaméa und Diego Fasolis.
 Virgin Classics/EMI 0709142 (3 CDs).[10]
- 2012 – George Petrou (Dirigent), Lucinda Childs (Inszenierung und Choreografie), Bruno de Lavenère (Bühne und Kostüme), David Debrinay (Licht), Concerto Köln, Chor der Opéra national du Rhin.
 Max Emanuel Cenčić (Farnace), Mary-Ellen Nesi (Berenice), Ruxandra Donose (Tamiri), Carol Garcia (Selinda), Juan Sancho (Pompeo), Vivica Genaux (Gilade), Emiliano Gonzalez Toro (Aquilio).
 Video; live aus der Opéra national du Rhin in Straßburg; auf Basis der Fassung RV 711g.
Internet-Stream auf The Opera Platform.[11]
- 31. Mai 2013 – Federico Maria Sardelli (Dirigent), Marco Gandini (Regie), Italo Grassi (Bühne und Kostüme), Orchester des Maggio Musicale Fiorentino.
 Mary-Ellen Nesi (Farnace), Delphine Galou (Berenice), Sonia Prina (Tamiri), Loriana Castellano (Selinda), Emanuele D’Aguanno (Pompeo), Roberta Mameli (Gilade), Magnus Staveland (Aquilio).
 Audio/Video; live aus dem Teatro Comunale di Firenze; Fassung RV 711g.
 Dynamic CDS 7670/1-2 (2 CDs), Dynamic DVD 37670 (2 DVDs), Dynamic Blu-ray 57670.[12]
- 2021 – Diego Fasolis (Dirigent), Christophe Gayral (Inszenierung), Orchester und Chor des Teatro La Fenice.
 Christoph Strehl (Farnace), Lucia Cirillo (Berenice), Sonia Prina (Tamiri), Rosa Bove (Selinda), Valentino Buzza (Pompeo), Kangmin Justin Kim (Gilade), David Ferri Durà (Aquilio), Pietro Moretti und Beatrice Zorzi (Knabe).
 Video; Live aus dem Teatro Malibran in Venedig.
 Videostream auf france.tv.[13]